# 표준시간 음반

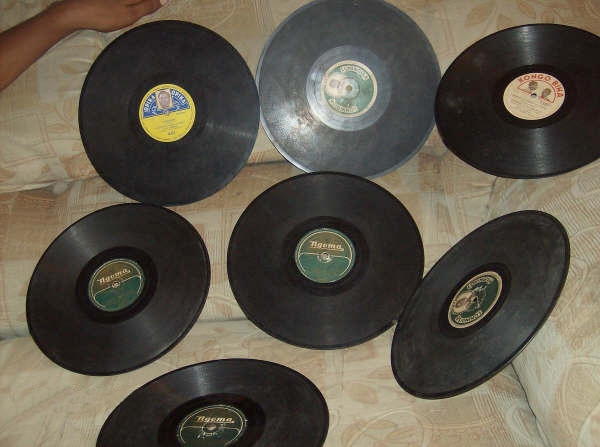

표준시간 음반(standard playing record; SP) 또는 78 회전 음반(78 rpm record)은 아날로그 음원 저장 장치인 축음기 음반의 일종이다. 음반의 크기 30 cm, 재생 시간 22분이라는 규격이 정해져 있는 장시간 음반(LP)과 달리, 표준시간 음반은 규격이 정밀하지 않다. 1948년 컬럼비아 레코드에서 LP를 개발한 이후, 그 이전의 음반들을 몽땅 SP라고 부르게 된 것이기 때문이다. SP는 1950년대 후반까지 생산된 뒤, LP로 완전히 대체되었다.

## 역사
다종다양하던 SP의 표준이 정립된 것은 1925년이었다. 이때 정해진 SP의 표준은 음반 직경 7인치, 분당 회전수 78 rpm, 한 면당 녹음 가능 시간 3-4분이었다. 그러나 SP에 녹음되는 소리는 실제 소리와 큰 차이가 나는 저음질이었으며, 수록할 수 있는 곡의 길이가 제한되다 보니 클래식 음악처럼 길이가 긴 음악은 음반으로 제작하기가 어려웠다. 이후 음반의 품질을 향상시키려는 여러 노력이 있었고, 1948년에 컬럼비아 레코드에서 수록 가능한 곡 길이와 음질이 비약적으로 향상된 장시간 음반(LP)을 출시하면서, LP가 SP를 대체하는 축음기 음반의 표준으로 자리잡았다.
SP는 실을 수 있는 곡 길이의 한계로, 모두 싱글이었다. LP가 등장한 이후의 음반은 대체로 한 장에 여러 곡이 실리는 음반, 즉 앨범(album)의 형태였으나, 그렇다고 하여 싱글을 발매하기 위하여 SP가 활발히 사용되지는 못하였다. 한 면에 7-8분 정도를 녹음할 수 있고 SP보다 음질은 더 뛰어난 익스텐디드 플레이라는 새로운 형태의 축음기 음반이 등장하여, 주로 싱글(또는 맥시 싱글)을 발매하는 데에 쓰였기 때문이다. 이렇듯 LP와 EP가 선호된 결과, 일본은 1963년에 SP의 생산을 중단하였다.

## 같이 보기
- 축음기 음반